# Lunascape
Lunascape is een Japanse browser. Lunascape bevat drie layout-engines om websites te laden: Trident, Gecko en WebKit, respectievelijk gebruikt door Internet Explorer, Firefox en Chrome. Van Lunascape bestaan vele taalversies.

## Geschiedenis
Lunascape werd uitgebracht in augustus 2001 toen de ontwikkelaars nog naar de universiteit gingen. Toen de webbrowser populairder werd, richtte Hidekazu Kondo Lunascape Corporation op. Dit gebeurde in augustus 2004, terwijl hij leerde om een doctoraat te behalen. Hij werd de bestuursvoorzitter. Lunascape is geselecteerd als "verkennend softwareproject" in opdracht van de Japanse overheid.
Sinds juni 2008 is er ook een kantoor in Verenigde Staten. Dit bevindt zich in Sunnyvale.
Lunascape werd internationaal geïntroduceerd in december 2008. Versie 6.7.0 werd uitgebracht op 20 april 2012.

## iLunascape
De mobiele browser iLunascape met één browserengine, is geschikt voor Android en iOS. Deze heeft volgende functies:
- Tabbladen
- Een ingebouwde vertaalfunctie
- Een zoekfunctie om tekst te vinden op een pagina
- Pagina's opslaan voor offline gebruik
- Bladwijzers
- De mogelijkheid om de user agent aan te passen
- Een back-upfunctie, waarmee het mogelijk is instellingen van iLunascape te bewaren met Dropbox